# Worcester stift
Worcester stift (engelska: Diocese of Worcester) är ett stift inom Engelska kyrkan. Stiftet ligger i regionen West Midlands, och omfattar Worcestershire, norra Gloucestershire samt delar av West Midlands storstadsområde. Biskopssäte är Worcester, och domkyrka är den medeltida katedralen i Worcester. Stiftet räknar sin historia från den anglo-saxiska perioden, när ärkebiskop Theodore av Canterbury upprättade stiftet år 679 för att betjäna folkstammen Hwicce.

## Historik

### Anglosaxiska perioden
Under 600-talet utgjorde Worcestershire ett självständigt kungadöme, Hwicce. Kungariket var litet, och uppgick så småningom i Mercia. Innan dess hade dock Worcester stift bildats år 680, genom ärkebiskop Theodore av Canterbury vid synoden i Hatfield sände präster för att betjäna Hwicce. Vid denna tid kan biskopsstolen varit knuten till folkstammen, snarare än till en geografisk plats, med benämningen Hwiccefolkets biskop (latin: Episcopus Hwicciorum).
Stiftets första katedral, i betydelsen biskopssäte, var en enklare kyrka i staden Worcester, dedikerad till aposteln Petrus. Domkapitlet bestod av sekulärkaniker och katedralen fungerade som ett kollegiatstift. Med tiden kom kyrkan i stället att tillägnas Vår fru, det är oklart när övergången skedde men senast från 743 omnämns Sankta Maria i Worcester. Troligen samexisterade sekulärkanikerna med ett sådant mariasällskap under någon tid.
Under 700-talet grundades flera benediktinerkloster i Worcestershire, varav Evesham Abbey i Evesham grundat 703 och Pershore Abbey i Pershore någon gång under 700-talet kom att bli betydande institutioner. Ett mindre benediktinerkloster kan även ha funnits i Worcester stad från 747. Samtidigt stärktes biskopens ekonomiska makt genom mark- och fastighetsgåvor från Hwicces kungar och ädlingar. Den legala överföringen av privatägd mark till kyrkan tog ofta vägen över inrättandet av ett slags kollegiatkyrkor, minster, som efter ytterligare transaktioner kom att förvaltas av biskopen och ombildas till gods (manor) snarare än kyrkor.
Under 900-talet lät biskop Oswald av Worcester byta ut sekulärkanikerna i domkapitlet mot benediktinermunkar. Katedralen i Worcester blev därmed en av de monastiska katedralerna, ett fenomen ovanligt utanför England. I praktiken innebar det att klosterkyrkan också fungerade som stiftets domkyrka, att klosterkapitlet utgjorde domkapitel och att biskopen fungerade som klostrets abbot medan klostrets prior fungerade som domkyrkans dekan. Då stiftets ärkediakoner, som var sekulärpräster, inte ingick i kapitlet, ledde det ofta till att ärkediakonerna blev mera beroende av biskopen och hade en svagare koppling till deras geografiskt område än vad som var fallet i ett stift med en sekulär katedral. Detta verkar vara fallet i Worcester, där de två ärkediakonerna sannolikt inte fick egna geografiska områden förrän under 1140-talet.
Biskop Oswald lät bygga om och utöka katedralen; den stod klar 983 och hade då 28 altare och sidoaltare. Från Oswalds tid är det också tydligt att kyrkans tillägnan flyttats från aposteln Petrus till jungfru Maria. När Oswald utsågs till ny ärkebiskop av York tilläts han inte avsäga sig Worcester stift, av rädsla för att de förändringar han genomfört inte skulle bli bestående. En annan tolkning är att Oswald snarare tilläts behålla det rika Worcester, då Yorks stift var fattigt eller till och med underfinansierat. Worcester stift hölls vid flera tillfällen parallellt med andra ämbeten av just ekonomiska skäl.

### Normandiska erövringen och Benediktinerordens dominans
År 1041 brände danerna ned både staden Worcester och dess katedral. Återuppbyggnaden av dagens katedral skedde under biskop Wulfstan, som också var stiftets och landets sista anglo-saxiska biskopen efter den Normandiska erövringen av England 1066. Wulfstan stöttade visserligen Harald Godwinson, men efter slaget vid Hastings böjde han knä för William erövraren. Han lyckades därigenom stanna kvar i ämbetet och även bygga förtroende med den nye härskaren, som annars ersatte de flesta anglosaxiska biskopar och abbotar med normander. Under Wulfstan påbörjades återuppbyggnaden av den nuvarande katedralen. Från denna tid härrör även de manuskript som beskriver biskopens rättigheter, markförvärv, donationer med mera, det så kallade Hemmings cartularium.
Hög- och senmedeltiden är i övrigt starkt påverkad av ordensfolkets etablering i området. Priorsklostren Great Malvern och Little Malvern, båda i närheten av Malvern, grundades 1085 respektive 1171. Medan Great Malvern var underordnat abboten i Westminster Abbey var Little Malvern ställt under abboten i Worcester, det vill säga stiftets biskop. Under 1100-talet grundades även dubbelklostret Westwood.
Samtidigt växte sig de äldre klostren starka. Klostren var de största – periodvis de huvudsakliga – markägarna i grevskapet och hade stor påverkan på den världsliga makten. Under perioden blev det också vanligt att ge pengar och fastigheter till klostren, mot löfte om försörjning av familjemedlemmar under deras livstid. Evesham Abbey bestod inte av många munkar, men var trots det det tredje största i England. Klostren var också kunskapscentra och organiserade hospital i Worcester och Droitwich. Biskopen av Worcester tvingades därför ibland att ge efter för klosterfolkets krav. 
Benediktinerordens starka närvaro i området gjorde det svårt för andra klosterordnar att etablera sig. Visserligen grundade Cisterciensorden två nunnekloster under 1200-talet, och cistercienser och cluniacenser etablerade varsitt munkkloster under samma epok, men deras ordnar var sprungna ur benediktinerorden och benediktinerreformen. Premonstratensordens kloster i Halesowen, grundat 1218, utgjorde dock ett undantag.
Under 1200-talet grundade franciskanerorden flera konvent i Worcester, vilket innebar en ny period för det kyrkliga livet i stiftet. Medan benediktinerklostren ofta ägde stora landområden och var förbundna med den världsliga makten, predikade dessa tiggarmunkar fattigdom och enkelhet på ett nytt sätt. Dominikanermunkar och andra munk- och nunneordnar som lever enligt augustinerordens regel var närvarande på flera platser i stiftet under 1200- och 1300-talet, men utan att ha påverkat vare sig samhället eller det kyrkliga livet särskilt mycket.

### Reformationen
De första reformatoriska tendenserna i Worcester noteras redan i början av 1400-talet. Under 1530-talet började den engelska reformationen påverka stiftet. William More, prior av Worcester Abbey, avgick 1535 efter att han anklagats för att förräderi mot kungen. Samma år utsågs den kände predikanten Hugh Latimer till ny biskop. Han kom att bli en av reformationens ledare i hela England, han lät bränna papister på bål i Worcester och lät ta bort sankt Oswalds och sankt Wulfstans helgonreliker ur katedralen. Reformationsåren var dock en tid av många förändringar, inte minst vad gäller biskopar. Latimer tvingades avgå redan 1539, efter att ha motsatt sig de sex artiklarna. Han ersattes av John Bell (1539–1543) som tidigare arbetat för att stötta "Kungens stora angelägenhet".
Strax därefter inleddes kung Henrik VIII:s klosterupplösning. I mars 1536 lät kungen klosterkapitlet i Worcester välja Henry Holbeche till ny prior, en post han behöll till dess att klostret upplöstes 1540. Precis som i övriga katedraler av Worcesters storlek ersattes det gamla klosterkapitlet av ett nytt domkapitel, med priorn – det vill säga Henry Holbeche – som dess första nya dekan. Samtidigt omstrukturerade Henrik VIII flera stift, och i september 1541 bröts Gloucestershire ut från Worcester för att bilda det nya Gloucester stift.
Biskop Bell följdes av Nicholas Heath (1544–1551, 1553–1555). Heath hade initialt visat öppenhet för reformationen, men blev med tiden en företrädare för katolsk tro och lära. Han genomförde de första av Edvard VI:s förändringar, men motsatte sig införandet av 1550 års ordinationsliturgi, och fängslades och avsattes som biskop 1551.
Heath ersattes tillfälligt av John Hooper, biskop av Gloucester, och Worcester och Gloucester återförenades i ett stift igen 1552, med motivet att intäkterna var för små för att bära den nya biskopens kostnader. Nu stärktes biskopen av Worcesters makt, genom att ämbetet övertog patronatsrätten till ett stort antal prebenden. men redan 1553 frigavs och återinsattes Heath som biskop, efter den katolskt sinnade drottning Maria I:s trontillträde. Worcester och Gloucester delades därefter på nytt och slutgiltigt 1554.
Nicholas Heath överfördes till ärkebiskop av York 1555, och ersattes då i Worcester av Richard Pate (1555–1559). Pate hade visserligen utsetts till biskop av Worcester av påven redan 1541, men hade inte kunnat tillträda ämbetet till följd av Henrik VIII:s motstånd mot påvens tillsättningsmakt och ett kungligt åtal mot Pate. Drottning Maria lät nu lyfta åtalspunkterna mot Pate, och han tjänstgjorde som den sista reformationsbiskopen fram till 1559, då den nyligen tillträdda drottning Elisabet I avsatte honom.
Även om reformationsförändringarna skulle pågå under en längre tid, utgör drottning Elisabeths regerngstid en brytpunkt. Klosterupplösningen var nu genomförd, och när den protestantiskt inriktade Edwin Sandys (1559–1570) återvände från sin landsflykt i Europa utsågs han av drottningen till ny biskop av Worcester. Under hans ämbetsperiod arbetade Sandys bland annat med den nya bibelöversättningen till engelska (Bishops' Bible). Sandys hade ett betydande inflytande över Engelska kyrkans utveckling, och blev kvar i stiftet till 1570, då han överfördes till biskop av London (1570–1576) och sedan ärkebiskop av York (1576–1588).

### Industrialiseringen

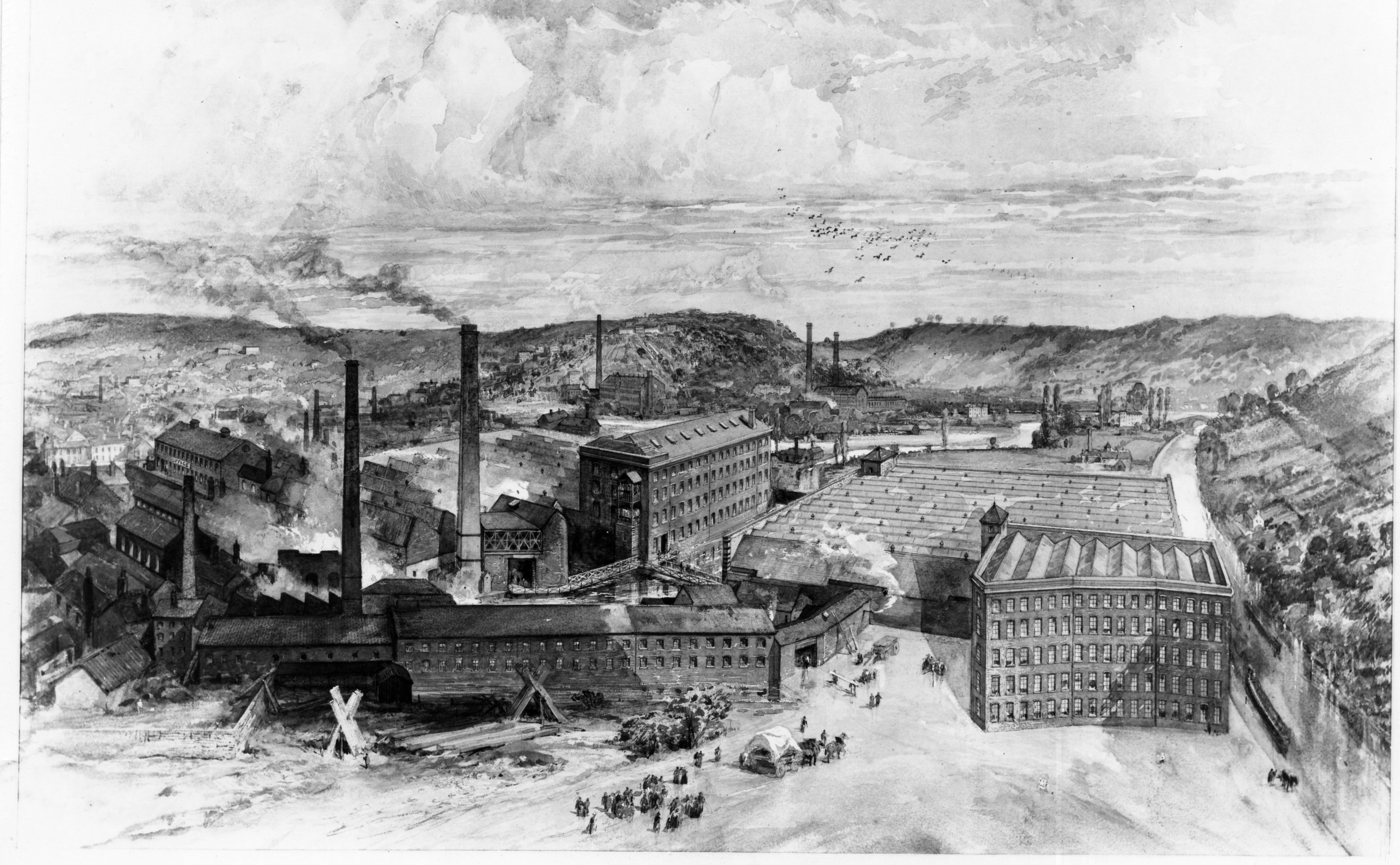
Industrialiseringen var stark i West Midlands. Här Brintons mattfabrik i Kidderminster (ca 1870).

Under industrialiseringen skedde ett flertal förändringar i stiftsindelningen, bland annat till följd av den industrialisering och urbanisering som skedde under 1800-talet. Under denna tidsperiod upprättades till exempel Liverpools, Newcastles, Southwell och Wakefields stift. Worcester stift, som ursprungligen inkluderat södra och västra Warwickshire, kom under 1800-talet att först ta över hela grevskapet, för att sedan lämna det ifrån sig igen. 
Bakgrunden var att regeringen i februari och juni 1835 tillsatte två utredningar för att överväga tillståndet i ett flertal stift i England och Wales. Särskilt skulle stiftens intäkter, en jämn fördelning av episkopala uppgifter, risken att behöva använda prästlönetillgångar för att finansiera biskoparna, samt domkyrkornas och andra kollegiatkyrkors tillstånd undersökas. Baserat på deras förslag överfördes i januari 1837 de områden i norra och östra Warwickshire som utgjorde ärkedekanatet Coventry från dåvarande Lichfield och Coventry stift till Worcester.
Efter en lång politisk debatt beslutade parlamentet 1904 att bilda Birgminghams stift genom att bryta ut delar av norra Warwickshire. Stiftet inrättades 13 januari 1905, och den sittande biskopen av Worcester, Charles Gore, överfördes till ämbetet som biskop av Birmingham, som han medverkat till att inrätta. Nästan 15 år senare, den 6 september 1918, överfördes även ärkedekanatet Coventry till det nybildade Coventry stift, varpå Warwickshire med undantag av enstaka mindre områden, inte längre var del av Worcester stift.

### Religionsfrihet
Från 1600-talet ökar religionsfriheten i Strobritannien gradvis. Under inbördeskriget på 1640- och 1650-talet fann baptistpredikanter många välvilliga åhörare i de puritanskt sinnade rundhuvudenas armé, och från 1700 fanns baptister etablerade i bland annat Pershore. Toleransakten hade 1689 gett dissenter frihet till egna gudstjänstlokaler, gudstjänster och skolor, under förutsättning att de svurit trohet till monarken och inte trodde på transsubstantiation. Lagen var dock medvetet utformad för att utesluta katoliker från religionsfriheten, och äganderätt och fullständiga politiska rättigheter gynnade eller var helt förbehållna för medlemmar i den etablerade kyrkan.
Först 1791 tilläts katolskt gudstjänstliv. men det dröjde ända till 1829, när katoliker fick politiska rättigheter, innan ett katolskt kapell byggdes och invigdes i Worcester igen, för första gången sedan reformationen.
Under 1700-talet pågick även en inomkyrklig väckelse, där prästen och predikanten John Wesley tillsammans med ytterligare några präster sedan 1738 börjat bildat lokala "klasser", ett slags husgrupper för metodiska bibelstudier. Metodisterna deltog i Engelska kyrkans gudstjänster, men i de församlingar där präster och församlingsråd tillät firade de egna gudstjänst och även nattvard. När de stängdes ute ur kyrkorna predikade de i det fria, en nymodighet som tillsammans med metodisernas musik också lockade många ur arbetarklassen. Det dröjde ända till 1760 innan Wesley kom till Worcester för första gången, innan dess hade han predikat i Evesham Abbey men med mycket motstånd från stadens styresmän.
Religionsfriheten och de nya trossamfunden passerade dock inte obemärkt förbi. Innan katolikerna fick fulla politiska rättigheter 1829 hade mer än 6 000 personer i Worcester skrivit under upprop mot den katolska frigörelsen, och i Dudley var motsvarande protestlista 230 fot lång.  Wesley uppger att 1761 var metodisterna i Evesham svaga och splittrade, och när han predikade i stadshuset försökte en stor folksamling överrösta och störa mötet. Han berättar också om hur befolkningen i Dudley tidigare hade kastat sten och smuts på honom. Upploppen i närbelägna Birmingham sommaren 1791 var ett annat exempel, där spänningar mellan nonkonformister och faktiska eller självutnämnda företrädare för den etablerade kyrkan ledde till våldsamt upplopp, mordbrand, förstörelse av möteshus eller kapell och att dissentern och unitaristen Joseph Priestley drevs på flykt. Händelsen fick stor spridning i brittisk press vid tidpunkten.
Från 1772 fanns ett metodistkapell i Worcester, och redan 1796 byggde församlingen en ny, större kyrka för att få plats. 1787 skildes Worcestershire ut som en egen krets (circuit) för metodisternas kringridande predikanter, med besök i Broad Marston, Weston, Pershore, Kidderminster med flera orter. Efter Wesley kom även andra grenar av metodismen till stiftet. När grevinnan Huntingdon besökte Worcester 1769 hade The Countess of Huntingdons connexion 200 medlemmar, och församlingen byggde sitt första kapell i staden 1804.

### Sent 1900-tal, 2000-tal
Utvecklingen av industri och befolkning har fortsatt att påverka stiftet, och 1974 inrättades en suffraganbiskop av Dudley för att förstärka den pastorala omsorgen om församlingarna i stiftets norra delar i området Black Country.
Samtidigt ändrades den administrativa indelningen av England när det nya Westmidlands County och Metropolitan Borough of Dudley inrättades. Stiftsindelningen svarade inte mot det växande storstadsområdet, och den nya suffraganbiskopen var formellt bara ansvarig för vissa av Dudleys stadsdelar då staden var delad mellan Worcester och Lichfields stift. För att möta församlingarnas behov tilläts därför biskopen av Dudley att verka även i Lichfields stift, och utförde bland annat merparten av sina konfirmationer där. Detta arbetssätt fortsatte på informell basis under tiotalet år.
Parallellt fördes diskussioner om att delar av Lichfields, Herefords och Worcester stift skulle slås samman till ett Black Country-stift. Detta kom dock aldrig att realiseras. I stället beslutades 1993 att ärkedekanatet Himley skulle överföras från Lichfields till Worcester stift, och att Worcester stift skulle inrätta en organisation med områdesbiskopar (area bishops, area scheme), där biskopen av Dudley hade uttalat ansvar för Himley och de övriga två ärkedekanaten i Black Country, medan stiftsbiskopen ansvarade för övriga delar av stiftet.
Modellen med områdesbiskopar hade införts som försöksverksamhet i Londons stift 1970, och kom att bestå till 2002 i Worcester. En utredning under den dåvarande biskopen konstaterade att Worcester stift utmärkte sig från andra stift som använt områdesbiskopar, genom att det endast fanns en suffraganbiskop i stiftet, att denna endast ansvarade för en del av ett ärkedekanat, och att indelningen främst hade bäring på Black Country medan det övriga stiftet egentligen inte fungerade som ett biskopsområde.
Modellen med områdesbiskopar avvecklades därför under 2002, och stiftsbiskopen (Worcester) verkar nu parallellt med suffraganbiskopen (Dudley) över hela stiftet. Suffraganbiskopen fortsätter dock att utgå från Dudley och har därmed fortsatt en särskild närvaro i Black Country.

## Organisation

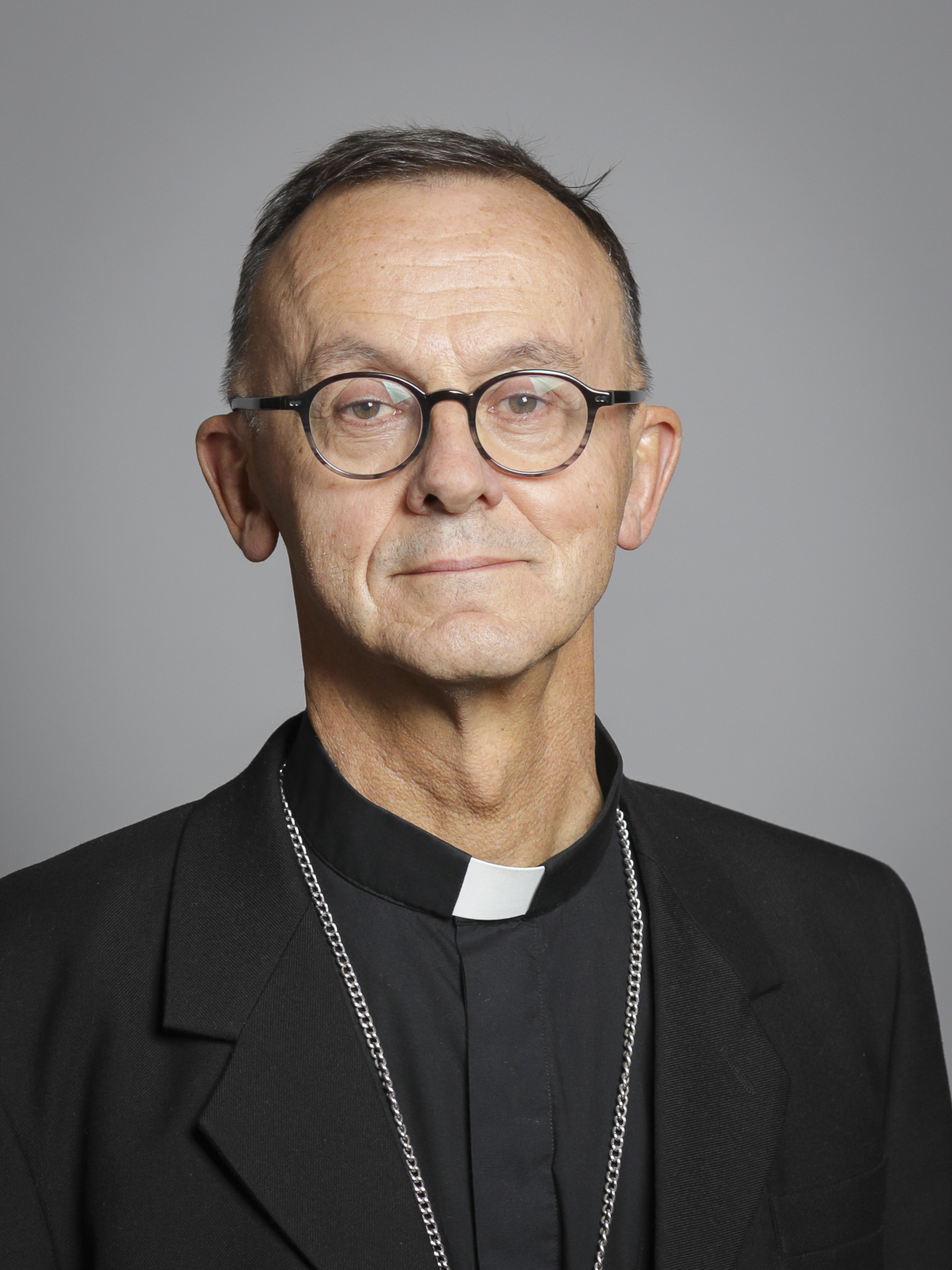
John Inge var biskop av Worcester 2007–2024.

### Biskopen av Worcester
Biskopen av Worcester är stiftsbiskop. Han eller hon leder stiftet och utövar den pastorala tillsynen över församlingar och präster. Biskopen leder också biskopens råd och stiftssynoden. Biskopssäte är Worcester, och domkyrka är Katedralen i Worcester.
Fram till oktober 2024 var John Inge biskop av Worcester. Han var den 113:e i ordningen, installerad i mars 2008. I samband med att Inge avgick med pension och lämnade sitt uppdrag som biskop av Worcester utsågs suffraganbiskopen av Dudley, Martin Gorick, till tillförordnad stiftsbiskop under vakansperioden. Ny biskop förväntas utses under sensommaren 2025.

### Suffraganbiskop
Sedan 1534 har Engelska kyrkan utsett suffraganbiskopar som stöd till stiftsbiskopen. En suffraganbiskop utövar sitt ämbete på stiftsbiskopens delegation, och uppgifterna kan skilja sig kraftigt åt mellan stiften.
I Worcester stift finns sedan 1974 en suffraganbiskop, biskopen av Dudley, som parallellt med stiftsbiskopen verkar över hela stiftet, men med ett särskilt ansvar och koppling till församlingarna i Black Country.
Den nuvarande biskopen av Dudley är Martin Gorick, han är den sjätte i ordningen. Han biskopvigdes i january 2020. Han har ett särskilt ansvar för att värna människors hälsa, välmående och mänskliga rättigheter inom stiftet (engelska: safeguarding), kristen tjänst (ministry), andlighet och utbildning.

### Biskop för alternativ episkopal tillsyn
Sedan 1992 respektive 2014 tillåter Engelska kyrkan prästvigning och biskopsvigning av kvinnor. Parallellt har kyrkan även erbjudit lösningar för församlingar som av teologiska skäl inte vill betjänas av en kvinnlig präst eller stå under en kvinnlig biskop. Systemet kallas alternativ episkopal tillsyn (engelska Alternative Espicopal Oversight, AEO), och är utformat så att församlingens kyrkoråd kan begära att ställas under en biskop som delar församlingens ämbetssyn. De biskopar som ansvarar för den alternativa tillsynen kallas Provincial Episcopal Visitors (PEV) och är verksamma i flera stift.
Sedan januari 2023 står de anglo-katolska församlingar i Worcester stift som begärt alternativ episkopal tillsyn under biskopen av Oswestry, som är suffraganbiskop i Lichfields stift. Mellan 1993 och 2022 stod församlingarna under biskopen av Ebbsfleet.
Worcester stift har inga lågkyrkliga församlingar av konservativ evangelikal inriktning som begärt alternativ episkopal tillsyn.

### Stiftssynod
I Engelska kyrkan är det biskopen som styr stiftet, med råd och samtycke av representanter för stiftets präster och lekmän, samlade i stiftssynoden (engelska: Diocesan Synod). Synoden diskuterar de ärenden som rör stiftet eller som biskopen eller Generalsynoden lägger fram för beslut. Det är också stiftssynoden som beslutar om budget och godkänner redovisningen av stiftets ekonomiska förvaltning. Däremot kan stiftssynoden inte formulera kyrkans tro eller lära, det ansvaret vilar på Generalsynoden.
Merparten av ledamöterna i stiftssynoden väljs av dekanaten, medan några ledamöter deltar ex officio eller väljs in av stiftssynoden själv eller av biskopen. Synoden är indelad i biskoparnas, prästernas och lekmännens hus. I huvudsak samlas alla ledamöter gemensamt och beslut fattas med enkel majoritet. Vissa frågor kräver dock majoritet i vart och ett av husen, och när frågor berör präster och lekmän på olika sätt kan husen också hålla separata samlingar och omröstningar. Biskopen har möjlighet att utöva veto i de flesta av synodens beslut.

### Biskopens råd
Biskopens råd är ett rådgivande organ för stiftsbiskopen och en permanent kommitté för stiftssynoden. Rådet bereder ärenden och planerar stiftssynodens möten, verkställer synodens beslut, och fattar beslut i dess ställe när synoden inte sammanträder. Biskopen diskuterar frågor om stiftets ledning med rådet. Rådet kan också utse ledamöter och representanter i andra kommittéer och grupper, och formulerar policy för stiftets inre liv och verksamhet.
Den juridiska personen Worcester stift utgörs av Worcester Diocesan Board of Finance, som förvaltar stiftets ekonomi på uppdrag av stiftssynoden. Styrelsen äger och förvaltar stiftets fastigheter och övriga tillgångar, och har ett särskilt ansvar för försäkringar, pensionsavsättningar och stiftets anställda. I Worcester stift utgör biskopens råd även styrelse för Worcester Diocesan Board of Finance.
Enligt kyrkoordningen måste varje stift också ha en missions- och pastoralkommitté. I Worcester stift fullgörs den uppgiften av biskopens råd.

### Stiftsindelning
Worcester stift är indelat i två ärkediakonat, nämligen Worcester och Dudley, som vart och ett leds av en ärkediakon. Uppdraget innebär att under biskopens ledning ansvara för att visitera församlingar, övervaka det demokratiska arbetet på församlings- och dekanatsnivå, stödja och ha tillsyn över präster och diakoner samt fullfölja biskopens ansvar vad gäller kyrkobyggnader och övriga fastigheter.
Ärkediakonaten är i sin tur indelade i sex dekanat. Dekanaten leds av en präst som kallas Area Dean eller Rural Dean (dekan) och en lekmannaordförande. Varje dekanat har en egen synod, bestående av dekanatets präster samt valda lekmän från alla församlingar i området.
Unikt för Worcester stift finns en särskild dekan för mindre församlingar (Dean of Smaller Churches). Tjänsten inrättades 2021 och är gemensam för stiftet, men finansieras genom kyrkans nationella verksamhet. Syftet är att arbeta med hela församlingen, och dekanen vänder sig i första hand till församlingar med statistiskt sett färre än 20 aktiva kyrkobesökare / vecka. Totalt berörs 120 platser i stiftet, varav några ingår i en större församling, andra är kapellförsamlingar, några är ekonomiskt självförsörjande och åter andra verkligen består av mycket små grupper av människor.

## Stiftsgemensamma verksamheter

### Internationella samarbeten
Stiftet ansvarar för att hjälpa församlingarna att arbeta med mission och samverkan med den världsvida kyrkan. Genom den anglikanska kyrkogemenskapen är Worcester sedan 1992 vänstift med Anglikanska kyrkan i Peru, Peru (spanska: Iglesia Anglicana del Perú), och sedan 2011 med Morogoro stift i Tanzania.
Genom ekumeniskt samarbete är Worcester stift även förbundet med den protestantiska Evangeliska kyrkan i Mellantyskland (tyska: Evangelische Kirche in Mitteldeutschland). Samarbetet uppstod i samband med att Berlinmuren föll, och har växt från att omfatta katedralen i Magdeburg till hela landskyrkan. Sedan 2014 finns ett formellt samarbetsavtal.

### Kaplaner
På stiftsnivå organiseras kaplaner vid de två statliga fängelser som finns i stiftet, vid ett flertal sjukhus och hospice samt vid University of Worcester. Kaplanerna arbetar ofta i ekumeniska eller interreligiösa team.

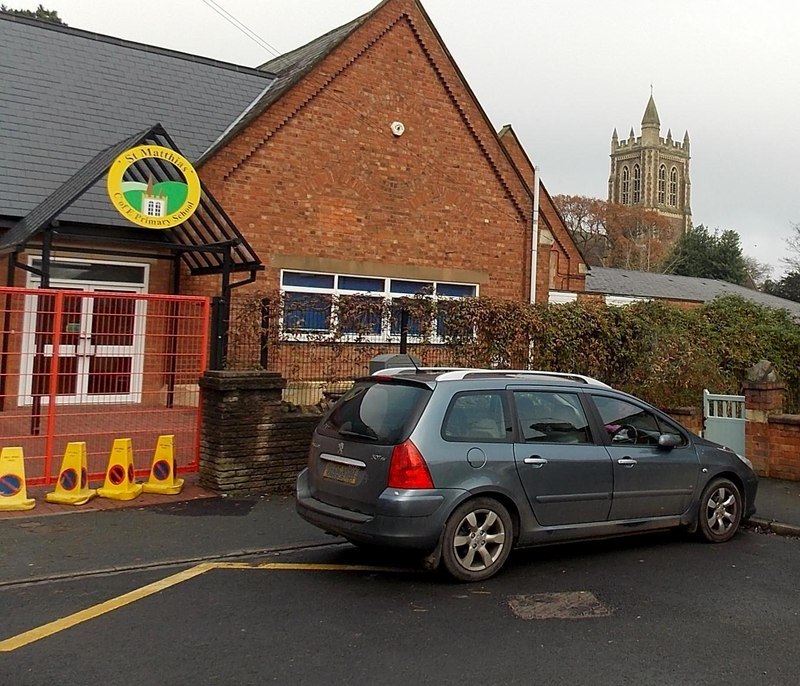
St. Matthias Church of England Primary School i Malvern är en av stiftets primärskolor. Här med S:t Matthias kyrka i bakgrunden.

### Skolor
Enligt kyrkoordningen ska varje stift ha en särskild skolöverstyrelse, vars huvudsakliga uppgift är att stötta all undervisning i stiftet som utgår från Engelska kyrkans tro och praktik. Skolöverstyrelsen ska också främja religionsundervisning och gudstjänstliv i skolorna i stiftet, stötta skolor som drivs av kyrkan samt främja samarbete mellan kyrkan och människor verksamma inom utbildningssektorn.
Skolöverstyrelsen samverkar med 100 anglikanska skolor i stiftet, merparten vänder sig till barn i åldrarna 4–11 år.
Skolöverstyrelsen är huvudman i skolorna, oavsett om de är organiserade som egna stiftelser, academies eller friskolor, och kan utöva tillsyn över skolornas styrelser. En viktig del i skolöverstyrelsens arbete är därför att rekrytera, utse och utbilda styrelseledamöter i de lokala skolorna. Vissa styrelseledamöter utses också direkt av församlingarna, och ett fåtal tjänstgör i styrelserna ex offico. Stiftet erbjuder även stöd vid rekrytering av rektor samt uppföljningsbesök och utbildning hos nya rektorer.

## Kyrkor och byggnader

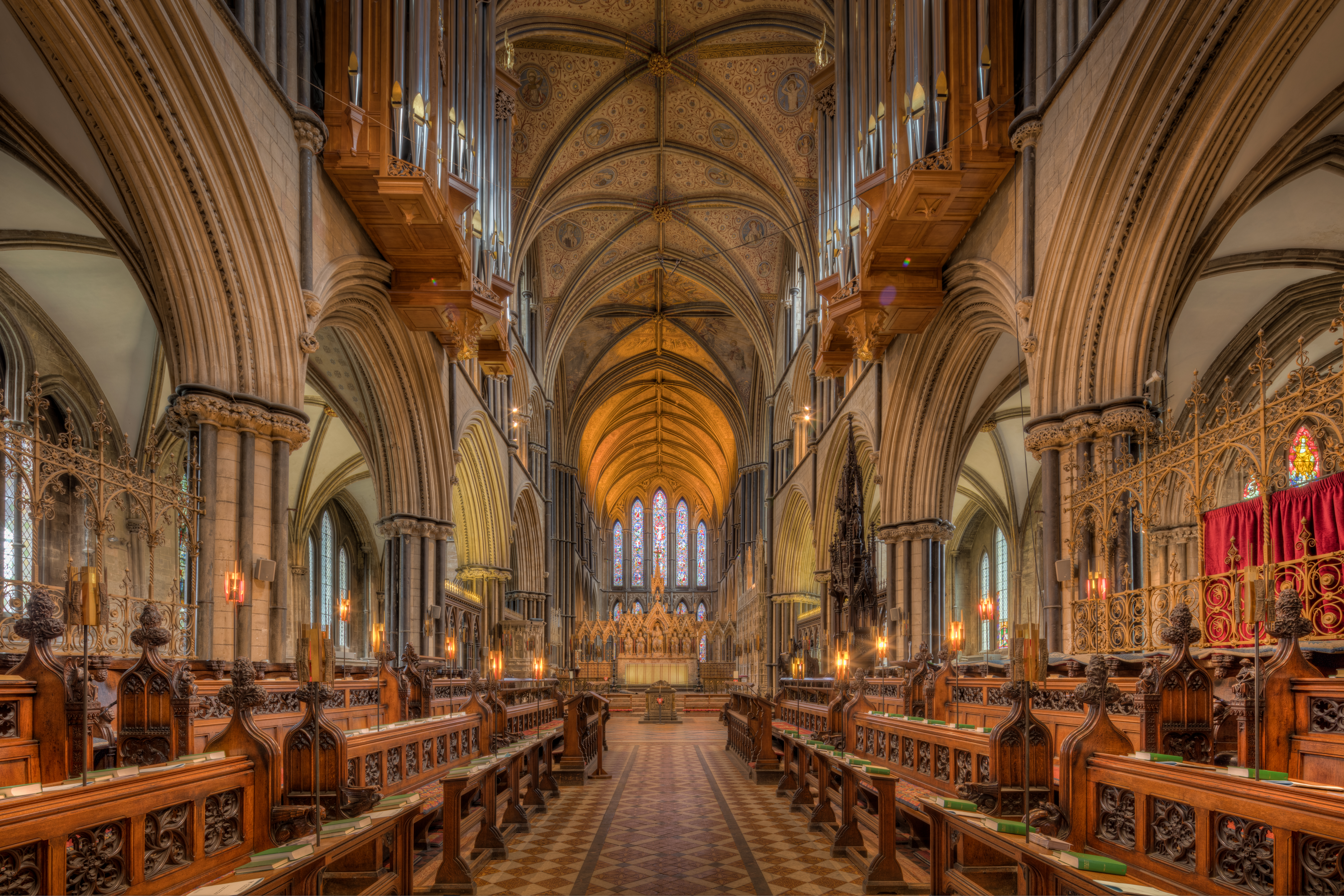
Mittskeppet och koret i Worcester Cathedral.

### Katedralen i Worcester, stiftets domkyrka
Kristus och den välsignade jungfru Marias katedralkyrka i Worcester, Katedralen i Worcester (The Cathedral Church of Christ and the Blessed Mary the Virgin of Worcester, Worcester Cathedral) är stiftets moderkyrka och domkyrka, och ligger vid floden Severn i Worcester.
Den nuvarande katedralen återuppbyggdes 1084–1089. Den har därefter byggts ut i omgångar fram till 1500-talet, vilket speglas i de många olika byggnadsstilarna. Kryptan hör till Wulfstans återuppbygda kyrka från 1080-talet och är i normandisk stil med doriska kolonner. Det cirkelrunda kapitelhuset från 1100-talet är också från den normandiska perioden, men byggdes om utvändigt till en oktagonal form på 1300-talet. Kapitelhuset, korsgången och de dubbla tvärskeppen är utmärkande arkitektoniska drag för engelska katedraler.
Långskeppet har byggts om ett flertal gånger, och har inslag av en ovanlig övergångsstil mellan romansk och gotisk arkitektur. Koret är ett exempel på tidigengelsk gotik, medan mittornet är uppfört i den senare gotikens så kallad perpendikulärstil.

### Old Palace
Runt år 1200 lät biskop Mauger bygga ett palats i anslutning till katedralen i Worcester. Palatset, som idag kallas The Old Palace, var biskopens officiella residens och tillhörde stiftet till 1846, då det såldes till domkapitlet för att användas som tjänstebostad för dekanen i Worcesterkatedralen. Under 2010-talet genomgick byggnaden omfattande renoveringar, och används nu för utbildningar, konferenser, bröllop och mottagningar samt kontor.

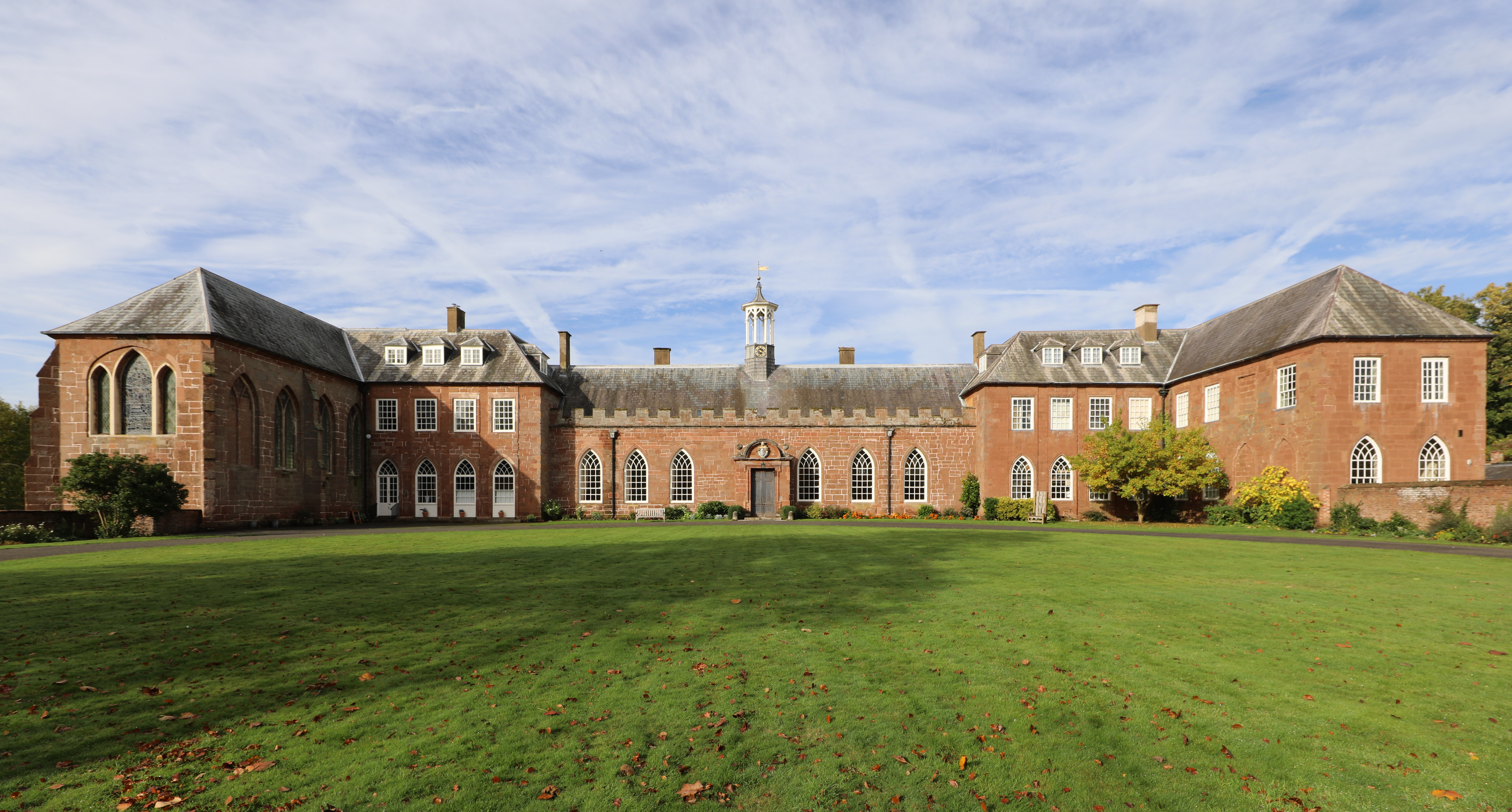
Hartlebury Castle, med slottskapellet i den flygel som syns till vänster i bild.

### Hartlebury Castle
Hartlebury Castle, i Hartlebury nära Kidderminster, är en befäst herrgårdsbyggnad från samma epok, som även den fungerade som biskopsresidens, från 1200-talet till 2007 när den tillträdande biskop John Inge fick en ny tjänstebostad nära katedralen i Worcester. Idag är Hartlebury Castle ett museum, som bland annat berättar om biskoparna av Worcesters historia.

## Biskopslängd

### Biskopar under 1900- och 2000-talen
| Från | Till      | Biskop                                    | Kommentar |
| ---- | --------- | ----------------------------------------- | --- |
| 1890 | 1901      | John Perowne                              | Entledigades från ämbetet på egen begäran. Far till biskop Arthur Perowne (nedan). |
| 1902 | 1905      | Charles Gore                              | Nominerad och vald till biskop av Worcester 1901. Överfördes till Birminghamns stift i samband med att detta upprättades och bröts ut ur Worcester stift. |
| 1905 | 1918      | Huyshe Yeatman-Biggs                      | Biskopsvigdes som suffraganbiskop av Southwark. Överfördes till Worcester 1905, samtidigt som Southwarks stift inrättades. Överfördes till Coventry stift i samband med att detta upprättades och bröts ut ur Worcester stift.                                                |
| 1919 | 1931      | Ernest Pearce                             | Avled i ämbetet. |
| 1931 | 1941      | Arthur Perowne                            | Biskopsvigdes 1920 som förste biskop i det nybildade Bradfords stift. Överfördes till Worcester 1931. Entledigades från ämbetet på egen begäran (pension). Son till biskop John Perowne (ovan).                                                                               |
| 1941 | 1955      | William Wilson Cash                       | Avled i ämbetet. |
| 1956 | 1971      | Mervyn Charles-Edwards                    | Entledigades från ämbetet på egen begäran. |
| 1971 | 1981      | Robin Woods                               | Entledigades från ämbetet på egen begäran. |
| 1982 | 1996      | Philip Goodrich                           | Biskopvigdes som suffraganbiskop av Tonbridge 1973. Överfördes till Worcester 1982. Entledigades på egen begäran. |
| 1997 | 2007      | Peter Selby                               | Biskopsvigdes som suffraganbiskop och senare områdesbiskop av Kingston-upon-Thames i Southwarks stift, där han tjänstgjorde 1984–1992. Parallellt med att vara biskop av Worcester var Selby även biskop för brittiska fängelser (Bishop to Her Majesty’s Prisons) 2001–2007. |
| 2007 | 2007      | David Walker, tillförordnad stiftsbiskop  | Biskopsvigdes som suffraganbiskop av Dudley. Tillförordnad stiftsbiskop under sede vacante-period. |
| 2007 | 2024      | John Inge                                 | Biskopvigdes som suffraganbiskop av Huntingdon 2003. Överfördes till Worcester 2007. Gick i pension 9 oktober 2024. |
| 2024 | nuvarande | Martin Gorick, tillförordnad stiftsbiskop | Biskopsvigdes som suffraganbiskop av Dudley. Tillförordnad stiftsbiskop under sede vacante-period. |